# 彭克玉
彭克玉（1950年9月—），男，湖北人，中华人民共和国外交官。

## 生平
1974年，进入中国援巴基斯坦专家组工作。1978年，任外交部领事司科员，后升任三秘、副处长。1988年，任驻马来西亚大使馆二秘。1990年，任外交部领事司副处长，后升任处长。1993年，升任外交部领事司副司长。1997年，升任外交部领事司司长。1999年8月，出任中华人民共和国驻赞比亚大使。2004年2月，出任中华人民共和国驻旧金山总领事。2007年12月，出任中华人民共和国驻纽约总领事。2011年7月，自驻纽约总领事离任。

## 家庭
已婚，有一子。